# تاور (مینه‌سوتا)
تاور، مینه‌سوتا (به انگلیسی: Tower, Minnesota) یک شهر در ایالات متحده آمریکا است که در شهرستان سنت لوئیس واقع شده‌است.

## خصوصیات
تاور ۸٫۸۳ کیلومترمربع مساحت و ۵۰۰ نفر جمعیت دارد و ۴۲۵ متر بالاتر از سطح دریا واقع شده‌است.